# 激芯ゴルフ〜93期生への道〜
『激芯ゴルフ〜93期生への道〜』は、BSフジで毎週土曜日 22:00 - 22:30（再放送は、毎週火曜【毎週月曜深夜】 0:30 - 1:00）に放送されているゴルフ番組。

## 概要
プロテスト合格を目指す8人の若手女子ゴルファーに長期密着し、彼女たちの練習や日常を追い、プロテスト合格への道のりに密着する。

## 出演者
- 2020年3月20日放送〜現在
  - 女子ゴルファー：識西諭里・松原果音・逢澤菜央・田邉美莉・鈴木絢賀・竹内美来・五月女栞雛・鍋島海良
    - 28話から新たな仲間：瀬賀百花・小野星奈